# Bernard-Henri Lévy
Bernard-Henri Lévy (n. 5 noiembrie 1948, Béni Saf, Algeria) este un filozof, scriitor și intelectual francez angajat în dezbaterea de idei contemporană. A studiat la École Normale Supérieure, unde i-a avut ca profesori pe Jacques Derrida și Louis Althusser. 
Face parte din pleiada “noilor filozofi”, care s-a afirmat la mijlocul anilor ’70, ale căror opere le-a publicat la Editura Grasset, unde activează ca editor și îngrijitor de colecții. Intervențiile sale au de fiecare dată un ecou important, Bernard-Henri Lévy (BHL - acronim curent impus în presă) fiind considerat una dintre vocile de prim rang în dezbaterea publică franceză. Intervențiile sale în problematica drepturilor omului și a situației internaționale au o influență notabilă. Deține de asemenea o rubrică permanentă în săptămânalul Le Point.

## Scrieri principale
- La Barbarie à visage humain (1977)
- Le Testament de Dieu (1978)
- Idéologie française (1981)
- Eloge des intellectuels (1988)
- Les aventures de la liberté (1991)
- Le siècle de Sartre (2000)
- Réflexions sur la Guerre, le Mal et la fin de l’Histoire (2002)
- American Vertigo (2006)

## Lucrări traduse în limba română
- Barbaria cu chip uman, Humanitas, 1992
- Reflecții asupra războiului, răului și sfârșitului istoriei, Editura Trei, 2004
- American Vertigo, Editura Nemira, 2007
- Inamici publici, coautor Michel Houellebecq, corespondență, ed. Polirom, 2009
- Cadavrul răsturnat. Stânga la răscruce, Editura Curtea Veche, 2009.